# Armoriale del Regno di Francia

Stemma del Regno di Francia (1578-1790)

Questa pagina riporta le armi dei vari feudi che facevano parte del Regno di Francia.
Nota: alcuni feudi posti a oriente dei fiumi Rodano, Saona e Mosa, oggi fanno parte della Francia, mentre allora appartenevano al Sacro Romano Impero.

## Regno
| Stemma | Blasonatura |
| ------ | --- |
|        | Regno di Francia prima del 1376: d'azur semé de fleurs de lys d'or (d'azzurro seminato di gigli d'oro) dopo il 1376: d'azur aux trois fleurs de lys d'or (d'azzurro, a tre gigli d'oro) |

## I feudi
| Stemma | Nome del feudo e blasonatura |
| ------ | --- |
|        | Alençon (contea, poi ducato nel 1414) Casa di Bellême: bandé d'or et d'azur au franc quartier de gueules (bandato d'oro e d'azzurro, al quartier franco di rosso) Casa di Valois: d'azur semé de fleurs de lys d'or à la bourdure de gueules chargée de huits besans d'argent (d'azzurro seminato di gigli d'oro, alla bordura di rosso caricata di otto bisanti d'argento) |
|        | Albret (signoria, poi contea) prima del XV secolo: de gueules plein (di rosso pieno) dopo il XV secolo: écartelé en 1 et 4 d'azur aux trois fleurs de lys d'or et en 2 et 3 de gueules (inquartato: nel 1° e 4° d'azzurro, a tre gigli d'oro, che è di Francia; nel 2° e 3° di rosso pieno, che è di Albret) |
|        | Angoulême (contea) Taillefer: losangé d'or et de gueules (losangato d'oro e di rosso) Lusignan: burelé d'argent et d'azur de huit pièces (burellato d'argento e d'azzurro di otto pezzi) Valois-Orléans: d'azur aux trois fleurs de lys d'or au lambel d'argent à trois pendants, chaque pendant chargé d'une lune de gueules (d'azzurro, a tre gigli d'oro, che è di Francia, al lambello d'argento di tre pendenti, ciascuno caricato di un crescente di rosso) |
|        | Conti e duchi d'Angiò (Contea, poi ducato nel 1360) Articolo: Stemma d'Anjou prima del 1300: d'azur semé de fleurs de lys d'or au lambel de gueules (d'azzurro seminato di gigli d'oro, che è di Francia antica, al lambello di rosso) dal 1350: d'azur aux trois fleurs de lys d'or à la bourdure de gueules (d'azzurro, a tre gigli d'oro, che è di Francia, alla bordura di rosso) |
|        | Armagnac (contea) d'argent au lion de gueules (d'argento, al leone di rosso) |
|        | Artois (contea) d'azur semé de fleurs de lys d'or au lambel de gueules chaque pendant chargé de trois châteaux d'or (d'azzurro seminato di gigli d'oro, che è di Francia antica, al lambello di rosso con ogni pendente caricato di tre castelli d'oro) |
|        | Astarac (contea) écartelé en 1 et 4 d'or et en 2 et 3 de gueules (inquartato d'oro e di rosso) |
|        | Aumale (contea, poi ducato) Contea: d'argent à la bande de gueules chargée de trois besants d'or (d'argento, alla banda di rosso, caricata di tre bisanti d'oro) Ducato: écartelé, en 1 et 4 coupé et parti en 3, au premier fascé de gueules et d'argent, au second d'azur semé de lys d'or et au lambel de gueules, au troisième d'argent à la croix potencée d'or, cantonnée de quatre croisettes du même, au quatrième d'or aux quatre pals de gueules au cinquième parti d'azur semé de lys d'or et à la bourdure de gueules, au sixième d'azur au lion contourné d'or, armé, lampassé et couronné de gueules, au septième d'or au lion de sable armé et lampassé de gueules, au huitième d'azur semé de croisettes d'or et aux deux bar d'or. Sur le tout d'or à la bande de gueules chargé de trois alérions d'argent le tout brisé d'un lambel et d'une bordure de gueules; et en 2 et 4 d'azur aux trois fleurs de lys d'or et au baton péri de gueules (inquartato: nel 1° e 4° troncato di uno e partito di tre: nel primo fasciato di rosso e d'argento di otto pezzi, nel secondo d'azzurro seminato di gigli d'oro al lambello di rosso, nel terzo d'argento alla croce potenziata d'oro, accantonata da quattro crocette dello stesso, nel quarto d'oro a quattro pali di rosso, nel quinto d'azzurro seminato di gigli d'oro alla bordura di rosso, nel sesto d'azzurro al leone rivoltato d'oro, armato, lampassato e coronato di rosso, nel settimo d'oro al leone di nero armato e lampassato di rosso, nell'ottavo d'azzurro seminato di crocette d'oro a due barbi d'oro. Sul tutto d'oro, alla banda di rosso, caricata da tre alerioni d'argento; il tutto brisato da un lambello e da una bordura di rosso; nel 2° e 3° d'azzurro, a tre gigli d'oro col bastone scorciato di rosso)                                                             |
|        | Alvernia (contea) d'or au gonfanon de gueules frangé de sinople (d'oro, al gonfalone di rosso frangiato di verde) de la Tour d'Auvergne (après 1437): écartelé, en 1 et 4 d'azur semé de fleurs de lys d'or et à la tour d'argent maçonnée et ouverte de sable, en 2 et 3 de gueules à la croix cléchée, vidée et pommetée de douze pièces d'or, sur le tout d'or au gonfanon de gueules frangé de sinople (inquartato: nel 1° e 4° d'azzurro seminato di gigli d'oro, alla torre d'argento murata e aperta di nero; nel 2° e 3° di rosso alla croce ritrinciata, vuota e pomettata di dodici pezzi d'oro; sul tutto d'oro al gonfalone di rosso frangiato di verde) |
|        | Alvernia (delfinato) d'or au dauphin d'azur, crêté, barbé, loré, peautré et oreillé de même (d'oro, al delfino d'azzurro, crestato, barbato, alettato, spasimato e orecchiuto dello stesso) |
|        | Auxonne (contea) Parti, au premier coupé d'azur, semé de fleurs de lis d'or à la bordure componée d'argent et de gueules, et en pointe bandé d'or et d'azur de six pièces à la bordure de gueules; au deuxième parti, d'azur à une croix d'argent ancrée de même (partito, il primo troncato d'azzurro, seminato di gigli d'oro, alla bordura composta d'argento e di rosso, e in punta bandato d'oro e d'azzurro di sei pezzi alla bordura di rosso; il secondo d'azzurro alla croce d'argento ancorata dello stesso uscente dalla partizione) |
|        | Bar (contea, poi ducato nel 1415) d'azur semé de croisettes d'or et aux deux bars d'or (d'azzurro seminato di crocette d'oro, a due barbi d'oro) |
|        | Béarn (viscontado) prima del 1290: d'or aux deux vaches de gueules, accornées, colletées et clarinées d'azur, passant l'une sur l'autre (d'oro, a due vacche di rosso, cornate, collarinate e sonagliate d'azzurro, passanti l'una sull'altra) dal 1290: écartelé en 1 et 4 d'or aux trois pals de gueules et en 2 et 3 d'or aux deux vaches de gueules, accornées, colletées et clarinées d'azur, passant l'une sur l'autre (inquartato: nel 1° e 4° d'oro, a tre pali di rosso; nel 2° e 3° d'oro, a due vacche di rosso, cornate, collarinate e sonagliate d'azzurro, passanti l'una sull'altra) |
|        | Beaujeu (signoria) d'or au lion de sable armé et lampassé de gueules, brisé d'un lambel de cinq pendants du même (d'oro, al leone di nero, armato e lampassato di rosso, brisato da un lambello di cinque pendenti dello stesso) Pierre de Beaujeu (1438 † 1503): d'azur à trois fleurs de lys d'or à la bande de gueules chargée au franc quartier d'or au lion de sable eu au lambel de gueules d'azzurro, a tre gigli d'oro, alla banda di rosso caricata nel quartier franco d'oro dal leone di nero con il lambello di rosso) |
|        | Duchi di Berry (ducato) d'azur aux trois fleurs de lys d'or à la bordure engrelée de gueules (d'azzurro, a tre gigli d'oro, alla bordura spinata di rosso) |
|        | Bigorre (contea) d'or aux deux lions léopardés de gueules, armés et lampassés d'azur, passant l'un sur l'autre (d'oro, a due leoni illeoparditi di rosso, armati e lampassati d'azzurro, passanti l'uno sull'altro) |
|        | Blois (contea) prima del 1230: d'azur, à une bande d'argent, cotoyée de deux cotices d'or (d'azzurro, alla banda d'argento, accostata da due cotisse d'oro) dal 1241: de gueules aux trois pals vairé d'argent et d'azur, au chef d'or au lambel d'azur (di rosso, a tre pali di vaio, al capo d'oro, al lambello d'azzurro) |
|        | Boulogne (contea) d'or aux trois tourteaux de gueules (d'oro, a tre torte di rosso) |
|        | Borbone (signoria, poi ducato) prima del XV secolo: d'azur semé de fleurs de lys d'or à la bande de gueules (d'azzurro seminato di gigli d'oro, alla banda di rosso) dal XV secolo: d'azur aux trois fleurs de lys d'or à la bande de gueules (d'azzurro, a tre gigli d'oro, alla banda di rosso) |
|        | Borgogna (ducato) prima del 1361: bandé d'or et d'azur de six pièces, à la bordure de gueules (bandato d'oro e d'azzurro, alla bordura di rosso) dal 1364: écartelé en 1 et 4 d'azur semé de fleurs de lys d'or à la bordure componée d'argent et de gueules et en 2 et 3 bandé d'or et d'azur de six pièces, à la bordure de gueules (inquartato: nel 1° e 4° d'azzurro seminato di gigli d'oro, alla bordura composta d'argento e di rosso; nel 2° e 3° bandato d'oro e d'azzurro, alla bordura di rosso) |
|        | Bretagna (ducato) dal 1200 al 1320: échiqueté d'or et d'azur au franc-quartier d'hermine et à la bordure de gueules (scaccato d'oro e d'azzurro, al quartier franco d'armellino e alla bordura di rosso) dal 1320: d'hermine (d'armellino pieno) |
|        | Cerdagna (contea) écartelé, aux 1er et 4e d'or à quatre pals de gueules et aux 2e et 3e d'argent à la croix de gueules (inquartato in croce di Sant'Andrea, nel 1° e 4° d'oro, a quattro pali di rosso; nel 2° e 3° d'argento, alla croce di rosso) |
|        | Champagne (contea) d'azur à la bande d'argent côtoyée de deux doubles cotices potencées et contre-potencées d'or (d'azzurro, alla banda d'argento accostata da due cotisse doppie potenziate e contropotenziate d'oro) |
|        | Châtillon (signoria) de gueules, à trois pals de vair, au chef d'or |
|        | Clermont-en-Beauvaisis (contea) dal 1160 al 1191 (Creil): de gueules semés de trèfles d'or et aux deux bars adossés de même (di rosso seminato di trifogli d'oro, a due barbi addossati dello stesso) dal 1191 al 1218 (Blois): d'azur, à une bande d'argent, cotoyée de deux cotices d'or (d'azzurro, alla banda d'argento, accostata da due cotisse d'oro) dal 1218 al 1252 (Hurepel): d'azur semé de fleurs de lys d'or au lambel à cinq pendant de gueules (d'azzurro seminato di gigli d'oro, al lambello di cinque pendenti di rosso) dal 1268 al 1527 (Bourbon): d'azur semé de fleurs de lys d'or à la bande de gueules (d'azzurro seminato di gigli d'oro, alla banda di rosso) |
|        | Comminges (contea) de gueules aux quatre otelles d'argent adossées et posées en sautoir (di rosso, a quattro mandorle d'argento poste in decusse) |
|        | Delfinato (delfinato) écartelé en 1 et 4 d'azur aux trois fleurs de lys d'or et au 2 et 3 d'or au dauphin d'azur, crêté, barbé, loré, peautré et oreillé de gueules (inquartato: nel 1° e 4° d'azzurro, a tre gigli d'oro; nel 2° e 3° d'oro, al delfino d'azzurro, crestato, barbato, alettato, spasimato e orecchiuto di rosso) |
|        | Dreux (contea) échiqueté d'or et d'azur à la bordure de gueules (scaccato d'oro e d'azzurro, alla bordura di rosso) |
|        | Elbeuf (marchesato, poi ducato) coupé et parti en 3, au premier fascé de gueules et d'argent, au second d'azur semé de lys d'or et au lambel de gueules, au troisième d'argent à la croix potencée d'or, cantonnée de quatre croisettes du même, au quatrième d'or aux quatre pals de gueules au cinquième parti d'azur semé de lys d'or et à la bourdure de gueules, au sixième d'azur au lion contourné d'or, armé, lampassé et couronné de gueules, au septième d'or au lion de sable armé et lampassé de gueules, au huitième d'azur semé de croisettes d'or et aux deux bar d'or. Sur le tout d'or à la bande de gueules chargé de trois alérions d'argent le tout brisé d'un lambel et d'une bordure de gueules (troncato di uno e partito di tre: nel primo fasciato di rosso e d'argento di otto pezzi, nel secondo d'azzurro seminato di gigli d'oro al lambello di rosso, nel terzo d'argento alla croce potenziata d'oro, accantonata da quattro crocette dello stesso, nel quarto d'oro a quattro pali di rosso, nel quinto d'azzurro seminato di gigli d'oro alla bordura di rosso, nel sesto d'azzurro al leone rivoltato d'oro, armato, lampassato e coronato di rosso, nel settimo d'oro al leone di nero armato e lampassato di rosso, nell'ottavo d'azzurro seminato di crocette d'oro a due barbi d'oro. Sul tutto d'oro, alla banda di rosso, caricata da tre alerioni d'argento; il tutto brisato da un lambello e da una bordura di rosso) |
|        | Fiandra (contea) d'or au lion de sable armé et lampassé de gueules (d'oro, al leone di nero, armato e lampassato di rosso) |
|        | Foix (contea) prima del 1290: d'or au trois pals de gueules (d'oro, a tre pali di rosso) dal 1290: écartelé en 1 et 4 d'or aux trois pals de gueules et en 2 et 3 d'or aux deux vaches de gueules, accornées, colletées et clarinées d'azur, passant l'une sur l'autre (inquartato: nel 1° e 4° d'oro, a tre pali di rosso; nel 2° e 3° d'oro, a due vacche di rosso, cornate, collarinate e sonagliate d'azzurro, passanti l'una sull'altra) |
|        | Forez (contea) de gueules au dauphin d'or (di rosso, al delfino d'oro) |
|        | Guînes (contea) vairé d'or et d'azur (vaiato d'oro e d'azzurro) |
|        | Guisa (ducato) coupé et parti en 3, au premier fascé de gueules et d'argent, au second d'azur semé de lys d'or et au lambel de gueules, au troisième d'argent à la croix potencée d'or, cantonnée de quatre croisettes du même, au quatrième d'or aux quatre pals de gueules au cinquième parti d'azur semé de lys d'or et à la bourdure de gueules, au sixième d'azur au lion contourné d'or, armé, lampassé et couronné de gueules, au septième d'or au lion de sable armé et lampassé de gueules, au huitième d'azur semé de croisettes d'or et aux deux bar d'or. Sur le tout d'or à la bande de gueules chargé de trois alérions d'argent le tout brisé d'un lambel de gueules (troncato di uno e partito di tre: nel primo fasciato di rosso e d'argento di otto pezzi, nel secondo d'azzurro seminato di gigli d'oro al lambello di rosso, nel terzo d'argento alla croce potenziata d'oro, accantonata da quattro crocette dello stesso, nel quarto d'oro a quattro pali di rosso, nel quinto d'azzurro seminato di gigli d'oro alla bordura di rosso, nel sesto d'azzurro al leone rivoltato d'oro, armato, lampassato e coronato di rosso, nel settimo d'oro al leone di nero armato e lampassato di rosso, nell'ottavo d'azzurro seminato di crocette d'oro a due barbi d'oro. Sul tutto d'oro, alla banda di rosso, caricata da tre alerioni d'argento; il tutto brisato da un lambello di rosso) |
|        | Limoges (viscontado) prima del 1291: bandé d'or et de gueules de dix pièces (bandato d'oro e di rosso di dieci pezzi) dal 1291: d'hermine, à la bordure de gueules (d'armellino, alla bordura di rosso) |
|        | Maine (contea) d'azur semé de fleurs de lys d'or à la bordure de gueules chargé au franc quartier d'un lion d'argent (d'azzurro seminato di gigli d'oro, alla bordura di rosso caricata nel quartier franco da un leone d'argento) |
|        | la Marche (contea) Lusignano: burelé d'argent et d'azur de huit pièces (burellato d'argento e d'azzurro di otto pezzi) Borbone: d'azur semé de fleurs de lys d'or à la bande de gueules chargé de trois lionceaux d'argent (d'azzurro semianto di gigli d'oro, alla banda di rosso caricata di tre leoncelli d'argento posti nel senso della pezza) |
|        | Mayenne (ducato nel 1573) écartelé, en 1 et 4: coupé et parti en 3, au premier fascé de gueules et d'argent, au second d'azur semé de lys d'or et au lambel de gueules, au troisième d'argent à la croix potencée d'or, cantonnée de quatre croisettes du même, au quatrième d'or aux quatre pals de gueules au cinquième parti d'azur semé de lys d'or et à la bourdure de gueules, au sixième d'azur au lion contourné d'or, armé, lampassé et couronné de gueules, au septième d'or au lion de sable armé et lampassé de gueules, au huitième d'azur semé de croisettes d'or et aux deux bar d'or. Sur le tout d'or à la bande de gueules chargé de trois alérions d'argent le tout brisé d'un lambel de gueules; en 2 et 3 contre-écartelé en 1 et 4 d'azur, à l'aigle d'argent, becquée, languée et couronnée d'or et en 2 et 3 d'azur, à trois fleurs de lys d'or, à la bordure endentée de gueules et d'or (inquartato: nel 1° e 4° troncato di uno e partito di tre: nel primo fasciato di rosso e d'argento di otto pezzi, nel secondo d'azzurro seminato di gigli d'oro al lambello di rosso, nel terzo d'argento alla croce potenziata d'oro, accantonata da quattro crocette dello stesso, nel quarto d'oro a quattro pali di rosso, nel quinto d'azzurro seminato di gigli d'oro alla bordura di rosso, nel sesto d'azzurro al leone rivoltato d'oro, armato, lampassato e coronato di rosso, nel settimo d'oro al leone di nero armato e lampassato di rosso, nell'ottavo d'azzurro seminato di crocette d'oro a due barbi d'oro. Sul tutto d'oro, alla banda di rosso, caricata da tre alerioni d'argento; il tutto brisato da un lambello di rosso; nel 2° e 3° controinquartato: nel 1° e 4° d'azzurro, all'aquila d'argento, rostrata, lampassata e coronata d'oro; nel 2° e 3° d'azzurro, a tre gigli d'oro, alla bordura indentata di rosso e d'oro) |
|        | Meulan (contea) échiqueté d'or et de gueules (scaccato d'oro e di rosso di tredici file 6, 6) |
|        | Montfort (contea) famiglia di Montfort: de gueules au lion d'argent (di rosso, al leone d'argento) Jean de Bretagne, conte di Montfort: semé d'hermines à la bordure de gueules, chargé de léopards d'or (d'armellino, alla bordura di rosso, caricata di leopardi d'oro) |
|        | Nemours (signoria, poi ducato) de sinople, à trois jumelles d'argent (...) à la bordure engrêlée de gueules, alias: d'or, à trois jumelles d'azur» (variantes d'émaux divers; parfois des fasces remplacent les jumelles) |
|        | Nevers (contea) d'azur semé de billettes d'or au lion du même, armé et lampassé de gueules, brochant sur le tout (d'azzurro seminato di plinti d'oro, al leone dello stesso, armato e lampassao di rosso) |
|        | Normandia (ducato) de gueules aux deux léopards d'or (di rosso, a due leopardi d'oro) |
|        | Orléans (ducato) d'azur semé de lys d'or au lambel d'argent (d'azzurro seminato di gigli d'oro, al lambello d'argento) d'azur aux trois lys d'or au lambel d'argent (d'azzurro, a tre gigli d'oro, al lambello d'argento) |
|        | Orange (principato) d'azur à la branche d'oranger fruitée de trois pièces d'or, tigée et feuillée de sinople, au chef d'or chargé d'un huchet d'azur embouché, virolé et enguiché de gueules (d'azzurro, al ramo d'arancio fruttato di tre pezzi d'oro, gambuto e fogliato di verde, al capo d'oro, caricato di un corno da caccia d'azzurro, imboccato, guarnito e legato di rosso) |
|        | Perche (contea) Primi conti: d'argent aux trois chevrons de gueules (d'argento, a tre scaglioni di rosso) conti capetingi: d'azur semé de fleurs de lys d'or à la bourdure de gueules chargée de huits besans d'argent (d'azzurro seminato di gigli d'oro, alla bordura di rosso, caricata di otto bisanti d'argento) |
|        | Périgord (contea) de gueules aux trois lionceaux d'or armé, lampassé et couronné d'azur (di rosso, a tre leoncelli d'oro, armati, lampassati e coronati d'azzurro) |
|        | Poitiers (contea) XII secolo: d'argent au lion de gueules armé et lampassé d'or (d'argento, al leone di rosso, armato e lampassato d'oro) 1241-1271: parti d'azur semé de fleurs de lys d'or et de gueules semés de château d'or (partito d'azzurro, seminato di gigli d'oro, e di rosso, seminato di castelli d'oro) |
|        | Ponthieu (contea) Casa di Bellême: bandé d'or et d'azur (bandato d'oro e d'azzurro, di 10 pezzi) |
|        | Reims (contea e arcivescovado) d'azur, semé de fleurs de lys d'or, à la croix de gueules brochante sur le tout (d'azzurro seminato di gigli d'oro, alla croce di rosso) |
|        | Rethel (contea) de gueules à trois têtes de rateaux d'or posés 2 et 1 (di rosso, a tre teste di rastrello d'oro) |
|        | Rodez (contea) de gueules, au léopard lionné d'or (di rosso, al leopardo illeonito d'oro) |
|        | Saint-Pol (contea) Châtillon, conti di Saint-Pol (prima del 1350): de gueules aux trois pals vairé d'argent et d'azur, au chef d'or au lambel d'azur (di rosso, a tre pali di vaio, al capo d'oro, al lambello d'azzurro) Luxembourg, conti di Saint-Pol (dal 1350): d'argent au lion de gueules, la queue fourchée passée en sautoir, armé, lampassé et couronné d'or (d'argento, al leone di rosso, con la coda biforcuta passata in decusse, armato, lampassato e coronato d'oro) |
|        | Tolosa (contea) de gueules à la croix cléchée, vidée et pommetée de douze pièces d'or (di rosso, alla croce ritrinciata, vuota e pomettata di dodici pezzi d'oro) |
|        | Turenna (contea) d'azur semé de fleurs de lys d'or à la bourdure componée d'argent et de gueules (d'azzurro seminato di gigli d'oro, alla bordura composta d'argento e di rosso) |
|        | Valentinois (contea, poi ducato) Casa di Poitiers: d'azur à six besans d'argents posés 3, 2 et 1 au chef d'or (d'azzurro, a sei bisanti d'argento posti 3, 2 e 1, al capo d'oro) Ducato di Valentinois: parti en 1 coupé en chef d'azur aux trois fleurs de lys d'or et en pointe d'or au dauphin d'azur barbé, crêté, oreillé et peautré de gueules, en 2 de gueules à la croix d'argent (semitroncato partito: nel 1° d'azzurro, a tre gigli d'oro; nel 2° d'oro, al delfino d'azzurro, barbato, crestato, orecchiuto e spasimato di rosso; nel 3° di rosso, alla croce d'argento) |
|        | Vendôme (contea, poi ducato nel 1514) prima del 1403: d'argent au chef de gueules, au lion d'azur, armé, lampassé et couronné d'or, brochant sur le tout (d'argento, al capo di rosso, al leone d'azzurro, armato, lampassato e coronato d'oro, attraversante sul tutto) dal 1403: d'azur au trois fleurs de lys d'or et à la bande de gueules chargée de trois lions rampants d'argent (d'azzurro, a tre gigli d'oro, alla banda di rosso, caricata di tre leoni d'argento) |
|        | Valois (contea) d'azur semé de fleurs de lys d'or à la bourdure de gueules (d'azzurro seminato di gigli d'oro, alla bordura di rosso) |
|        | Vermandois (contea) échiqueté d'or et d'azur (scaccato d'oro e d'azzurro, di otto file 3, 3) |
|        | Vexin Francese (contea) d'azur semé de fleurs de lys d'or au lambel d'hermine brochant en chef sur le tout (d'azzurro seminato di gigli d'oro, al lambello di armellino) Queste armi sono sicuramente state create a posteriori. |

## Le province
Vi sono alcune antiche province:
- che non sono mai state dei feudi (come la Piccardia)
- che lo sono state, ma che sono state unite ad altri feudi prima che il loro signore avesse ottenuto delle armi.

Ciò nonostante, sono state loro attribuite delle armi.
| Stemma | Nome della provincia e blasonatura |
| ------ | --- |
|        | Aquitania, o Guienna (ducato) de gueules au léopard d'or (di rosso, al leopardo d'oro) |
|        | Aunis de gueules à la perdrix couronnée d'or (di rosso, alla pernice coronata d'oro) |
|        | Contado Venassino de gueules aux deux clefs d'or passées en sautoir, liées d'azur (di rosso, a due chiavi d'oro poste in decusse, legate d'azzurro) |
|        | Guascogna (contea) écartelé, en 1 et 4 d'azur au lion d'argent et en 2 et 3 de gueules à la gerbe de blé d'or liée d'azur (inquartato: nel 1° e 4° d'azzurro, al leone d'argento; nel 2° e 3° di rosso, al covone di grano d'oro, legato d'azzurro) |
|        | Gévaudan (viscontado) parti, au premier d'azur semé de fleurs de lys d'or, au second aussi d'or aux quatre pals de gueules (partito: nel primo d'azzurro seminato di gigli d'oro, nel secondo d'oro a quattro pali di rosso) de gueules à la gerbe d'épi de blé d'or (di rosso, al covone di spighe di grano d'oro) |
|        | Piccardia écartelé au premier et au quatrième d'azur aux trois fleurs de lys d'or, au deuxième et au troisième d'argent aux trois lionceaux de gueules (inquartato: nel 1° e 4° d'azzurro, a tre gigli d'oro; nel 2° e 3° d'argento, a tre leoni di rosso) |
|        | Provenza (contea) d'azur à la fleur de lys d'or et au lambel de gueules (d'azzurro, al giglio d'oro con un lambello di rosso) |
|        | Quercy de gueules au pont de six arches d'argent, maçonné de sable, posé sur des ondes d'azur mouvant de la pointe, sommé de cinq tourelles aussi d'argent, maçonnées de sable, ouvertes du champ, surmontées de cinq fleurs de lys d'or (di rosso, al ponte di sei archi d'argento, murato di nero, posato su onde d'azzurro moventi dalla punta, cimato da cinque torrette d'argento, murate di nero, aperte del campo, sormontate da cinque gigli d'oro) |
|        | Saintonge d'azur à la mitre d'argent accompagnée de trois fleurs de lys d'or (d'azzurro, alla mitra d'argento, accompagnata da tre gigli d'oro) |

## Gli antichi paesi
| Stemma | Nome del paese e blasonatura |
| ------ | --- |
|        | Beauvaisis (Île-de-France) d'or à la croix de gueules cantonnée de quatre clefs du même (d'oro, alla croce di rosso, accantonata da quattro chiavi dello stesso) |
|        | Bresse (Borgogna) d'azur au lion d'hermine (d'azzurro, al leone d'armellino) |
|        | Bugey (Bresse) de gueules au lion d'hermine (di rosso, al leone d'armellino) |
|        | Cambrésis (Piccardia) d'azur aux trois lionceaux d'or (d'azzurro, a tre leoni d'oro) |
|        | Chiablese (Savoia) d'argent semé de billette de sable au lion de même brochant sur le tout (d'argento seminato di plinti di nero, al leone dello stesso) |
|        | Charollais (Borgogna) de gueules au lion, la tête contournée, d'or, armé et lampassé d'azur (di rosso, al leone d'oro, armato e lampassato d'azzurro, con la testa rivoltata) |
|        | Cornouaille (Bretagna) d'azur au mouton passant d'argent, accorné et onglé d'or (d'azzurro, al montone passante d'argento, cornato e unghiato d'oro) |
|        | Couserans (Guascogna) d'azur à la cloche d'argent (d'azzurro, alla campana d'argento) |
|        | Dombes (Bresse) d'azur aux trois fleurs de lys d'or et au bâton péri en bande de gueules (d'azzurro, a tre gigli d'oro, al bastone scorciato di rosso posto in banda) |
|        | Faucigny (Savoia) palé d'or et de gueules de six pièces (palato d'oro e di rosso) |
|        | Gex (Bresse) d'azur aux trois broyes d'or, au chef d'argent chargé d'un lion issant de gueules |
|        | Labourd (Paese Basco) parti, au premier d'or au lion de gueules tenant de sa dextre un dard du même posé en barre, au second d'azur à la fleur de lys d'or (partito: nel primo d'oro al leone di rosso tenente con la zampa destra una freccia dello stesso posta in sbarra; nel secondo d'azzurro, al giglio d'oro) |
|        | Laonnois (Piccardia) d'azur, semé de fleurs de lys d'or, à la croix d'argent, chargée d'une crosse de gueules (d'azzurro seminato di gigli d'oro, alla croce d'argento, caricata da una croce pastorale di rosso) |
|        | Léon (Bretagna) d'or au lion rampant de sable (d'oro, al leone di nero) |
|        | Lyonnais de gueules au lion d'argent et au chef d'azur à trois fleurs de lys d'or (di rosso, al leone d'argento; al capo d'azzurro caricato di tre gigli d'oro in fascia) |
|        | Noyonnais (Piccardia) d'azur, semé de fleurs de lys d'or, à deux crosses d'argent, adossées, brochantes sur le tout (d'azzurro seminato di gigli d'oro, a due croci pastorali d'argento, addossate) |
|        | Retz (Bretagna) d'or à la croix de sable (d'oro, alla croce di nero) |
|        | Soissonnois (Île-de-France) d'or au lion de gueules, à la bordure du même (d'oro, al leone di rosso, alla bordura dello stesso) |
|        | Soule (Paese Basco) de gueules au lion d'or (di rosso, al leone d'oro) |
|        | Thiérache (Piccardia) parti, en 1 coupé en chef fascé d'argent et de gueules de huit pièces et en pointe d'azur aux trois fleurs de lys d'or et en 2 d'azur semé de fleurs de lys d'or; sur le tout d'or au lion de gueules (semitroncato partito: nel 1° fasciato d'argento e di rosso di otto pezzi; nel 2° d'azzurro, a tre gigli d'oro; nel 3° d'azzurro seminato di gigli d'oro; sul tutto d'oro, al leone di rosso) |
|        | Trégor (Bretagna) d'azur au navire d'argent (d'azzurro, al naviglio d'argento) |
|        | Valromey (Franca Contea) palé d'argent et d'azur de six pièces, au lion de gueules, couronné et lampassé d'or, brochant sur le tout (palato d'argento e d'azzurro, al leone di rosso, coronato e lampassato d'oro) |
|        | Velay (Linguadoca) de gueules au senestrochère d'argent mouvant d'une nuée d'azur au flanc dextre et tenant une crosse d'or, senestré d'un dextrochère aussi d'argent mouvant d'une nuée d'azur au flanc senestre et tenant une épée d'argent garnie d'or, à la bordure engrêlée d'argent (di rosso, al sinistrocherio d'argento, movente da una nuvola d'azzurro nel fianco destro dello scudo e tenente una croce pastorale d'oro, sinistrato da un destrocherio del secondo, movente da una nuvola d'azzurro nel fianco sinistro dello scudo e tenente una spada d'argento, guarnita d'oro; alla bordura spinata d'argento) |
|        | Vimeu (Piccardia) fascé d'argent et d'azur de six pièces, à la bordure de gueules (fasciato d'argento e d'azzurro, alla bordura di rosso) |
|        | Vivarese (Linguadoca) d'azur semé de fleurs de lys d'or à la bordure du même chargée de huit écussons aussi d'azur (d'azzurro seminato di gigli d'oro, alla bordura dello stesso caricata di otto scudetti del primo) |